# دينيس هيرون
دينيس هيرون هو لاعب هوكي الجليد كندي، ولد في 18 يونيو 1952 في شومبلي في كندا.

## وصلات خارجية
- دينيس هيرون على موقع دوري الهوكي الوطني (الإنجليزية)
- دينيس هيرون على موقع EliteProspects.com (الإنجليزية)
- دينيس هيرون على موقع HockeyDB.com (الإنجليزية)
- دينيس هيرون على موقع Hockey-Reference.com (الإنجليزية)